# Gad (pleme)
Gad (heb. גָּד; starosirski: gaddana; grč. γάδ) naziv je jednog od 12 izraelskih plemena, čiji je rodozačetnik, prema biblijskom izvještaju bio Gad, sin Jakova i Leine sluškinje Zilpe. Pleme se nastanilo istočno od Jordana

## Etimologija
Porijeklo imena „Gad“ nije sasvim jasno. Premda neki upućuju na mogući hebrejski korijen גדד (gadad), koji znači „odsjeći“, većina stručnjaka izvor ovog imena vide u pridjevu גד (gad), koji znači „dobre sudbine“, „sretan“. Često se ta riječ nalazi u sastavu nekih zapadnosemitskih osobnih imena kao teoforički element, to jest dio imena koji podsjeća na nekog Boga (kao što ime „Izrael“ sadrži završno -el, što znači „Bog“). Dodatak -gad nije označavao nekog točno određenog Boga, već se ima shvatiti kao pridjev koji znači „sretan“, te može označavati različite bogove. Grci će tu oznaku prevoditi kao τύχη (tihe). I narodna etimologija što je donosi Biblija ide tim pravcem, pa Lea, nakon Gadova rođenja, kliče: „Koje sreće!“ (Post 30,11).

## Područje plemena prema Bibliji
Prema biblijskom izvještaju pleme Gad naselilo se u području istočno od Jordana. No, pokuša li se točnije odrediti taj prostor ili čak i granice plemena, nailazi se na niz poteškoća. To posebno vrijedi za plemena onkraj Jordana. Prvu teškoću predstavlja problematična identifikacija toponima u tom području; drugu teškoću predstavlja nastojanje izdavača biblijskih karata oko usklađivanja raznih biblijskih tekstova, što stvara nerealne situacije; treću poteškoću predstavlja sama metodologija. Glavno je pitanje: mogu li različiti biblijski tekstovi odražavati različite stvarne povijesne situacije.
Čini se ipak, da je prvotno područje ovog plemena bilo oko grada Dibon, sjeverno od potoka Arnon. Riječ je o plodnoj visoravni s pašnjacima, južno od plemena Ruben. Gad koji, u početku, teško da je bio držan za zasebno pleme (drevna ga Deborina pjesma uopće ne spominje), kasnije će ojačati nauštrb Rubena, te zauzeti područja sjeverno od njega.

## Izvanbiblijski podaci
O Gadu imamo i nešto izvanbiblijskih podataka, što je rijetkost kada se govori o izraelskim plemenima. Poznata „Mešina stela“, kameni stup s natpisom toga moapskoga kralja donosi opis stanja na istočnoj strani Jordana u 9. st. pr. Kr. Sam se Meša predstavlja kao Dibonac, što znači da taj grad više nije pripadao Gadu, a potom spominje i da su Gadovci „uvijek živjeli u području Atarota“, što bi značilo, od starine. Iz jednog drugog teksta nađenog u Kumranu čini se da je i Amon vrlo brzo potisnuo ova plemena s istoka.

## Nakon povratka iz Babilona
Nakon povratka iz babilonskog progonstva, ponovno se spominju sjeverni prekojordanski predjeli kao područje plemena Gad, no nije vjerojatno da se nakon babilonskog progonstva uopće doista moglo govoriti o izraelskom naseljavanju toga područja. Vjerojatnije je riječ o uspomenama i pretenzijama što ih je imala tadašnja Judeja.